# 常军红
常军红（？—），女，中华人民共和国政治人物，现任驻世界银行中国执行董事。